# سليمان جبران
سليمان جبران (عام 1939 بقرية البقيعة، ولد، ويقيم في حيفا.) هو ناقد وباحث أدبيّ، يحمل لقب بروفيسور. كان أستاذا للأدب العربي الحديث في جامعة تل أبيب ورئيسا لقسم اللّغة العربيّة وآدابها في الجامعة بين ( 1998 – 2002 ) ومن مؤسسي مجمّع اللّغة العربية وقد صدر له العديد من كتب الأبحاث والدّراسات الأدبية النّقديّة.

## دراسته
أنهى دراسته الابتدائيّة في بلده، وفي قرية معليا تعلّم السّابع والثّامن. أمّا الثّانويّة، بسنواتها الأربع فكانت في مدرسة «ينّي» الثّانويّة في كفرياسيف.,والدّراسة الأكاديميّة في جامعة حيفا، وحصل على البكالريوس في اللّغة العربيّة وتاريخ الشّرق الأوسط، والماجستير في الأدب العربي من الجامعة العبريّة في القدس، والدّكتوراة من جامعة تل أبيب، ثم درجة البروفيسورة.

## أعماله ومؤلّفاته
بدأ دراسته بتناول نهضة الأدب الفلسطينيّ وظروفها الموضوعيّة، ثمّ انتقل لعرض موجز تناول فيه الشّعر الفلسطينيّ ما بين الحربين العالميّتين ومن ثمّ انتقل ليركّز دراستَه حول أربعة شعراء يراهم الممثّلين الحقيقيّين للشّعر الفلسطينيّ في فترة الانتداب البريطانيّ. وقد صدر له العديد من كتب الأبحاث والدّراسات الأدبيّة النقديّة من أبرزها:
كتابه عن احمد فارس الشّدياق: "الفارياق : مبناه واسلوبه وسخريته " ( صدرت طبعته الثانية عن دار قضايا فكرية – القاهرة – 1993 ) .
وكتابه عن محمد مهدي الجواهري: " صلّ الفلا: دراسة في سيرة الجواهريّ وشعره " (صدرت طبعته الثانية عن المؤسسة العربية للدراسات والنشر – بيروت وعمان – 2003 ) . أخذ اسم الكتاب من قصيدة للجواهريّ نفسه، والصلّ الأفعى التي تعيش في الصحاري بشكل خاصّ، والفلا القفّار. الكتاب دراسة في سيرة الجواهريّ وشعره، يبدأ بترتيب أهمّ الأحداث والتحولات في حياة الجواهريّ وفق محور زمنيّ متسلسل يعرضُ من خلاله نشأته، ثقافته وأهمّ مواقفه وتوجّهاته والمؤثّرات التي وجّهت حركته الشعريّة، بما فيها أهمّ الأحداث في حياة الجواهريّ والسياسة العراقية بشكل خاصّ.

## شعره
الرؤية التقليديّة (وفيها يقلّد كبار شعراء العرب)؛
اضطراب الرؤية (اضطراب في شخصيّته، ومواقفه، انعكس من خلال تناقض في فكره، ومعاييره، من ذلك خضوعه للقديم من ناحية وثورته وتجديده في بعض النواحي الأخرى)؛
الرؤية الثوريّة وفيها بأن موقفه الوطنيّ بارزا، وتوجّهه اليساريّ، وكتب أهمّ قصائده التي أذاعت صيته. مع أنّ هناك من لاحظوا تناقضا بين شعره وموقفه ورأيه من ناحية وسلوكه الفرديّ من ناحية ثانية.
وكتاب "نظرة جديدة على الشعر الفلسطينيّ في عهد الانتداب" (منشورات الكرمل – جامعة حيفا، ودار الهدى – كفر قرع) "على هامش التجديد والتقيّيد في اللغة العربية المعاصرة" (مجمع اللغة العربية – حيفا).
بالإضافة إلى مقالاته التالية:
” نظم كأنه نثر؛ التباس الحوار بين محمود درويش وقصيدة النثر”
” مدخل لدراسة الشعر الفلسطيني في إسرائيل 1948 ـ 1967″

## روابط خارجية
- تل ابيب جامعة حيفا